# Brad Boyes
Bradley Keith "Brad" Boyes, född 17 april 1982 i Mississauga, Ontario, är en kanadensisk professionell ishockeyspelare som spelar för Toronto Maple Leafs i National Hockey League (NHL). Han har tidigare spelat på NHL-nivå för San Jose Sharks, Boston Bruins, St. Louis Blues, Buffalo Sabres, New York Islanders och Florida Panthers och på lägre nivåer för St. John's Maple Leafs, Cleveland Barons och Providence Bruins i American Hockey League (AHL) och Erie Otters i Ontario Hockey League (OHL).
Boyes draftades i första rundan i 2000 års draft av Toronto Maple Leafs som 24:e spelare totalt.
Han fick sitt stora genombrott under sin tid i Boston Bruins då han under sina två säsonger i klubben stod för sammanlagt 103 poäng på 144 spelade matcher. Hans främsta säsong rent poängmässigt är dock från 2008-2009 då han noterades för 72 poäng (varav 33 mål) på 82 spelade matcher.
Den 27 februari 2011 byttes Boyes bort av St. Louis Blues till Buffalo Sabres i utbyte mot ett framtida draftval.

## Statistik
| 1997–1998  | Mississauga Reps Minor Midget AAA | MTHL       | 44  | 27  | 50  | 77  | 46  | —  | —  | —  | —  | —  |
| 1998–1999  | Erie Otters                       | OHL        | 59  | 24  | 36  | 60  | 30  | 5  | 1  | 2  | 3  | 10 |
| 1999–2000  | Erie Otters                       | OHL        | 68  | 36  | 46  | 82  | 38  | 13 | 6  | 8  | 14 | 10 |
| 2000–2001  | Erie Otters                       | OHL        | 59  | 45  | 45  | 90  | 42  | 15 | 10 | 13 | 23 | 8  |
| 2001–2002  | Erie Otters                       | OHL        | 47  | 36  | 41  | 77  | 42  | 21 | 22 | 19 | 41 | 27 |
| 2002–2003  | St. John's Maple Leafs            | NHL        | 65  | 23  | 28  | 51  | 45  | —  | —  | —  | —  | —  |
|            | Cleveland Barons                  | AHL        | 15  | 7   | 6   | 13  | 21  | —  | —  | —  | —  | —  |
| 2003–2004  | San Jose Sharks                   | NHL        | 1   | 0   | 0   | 0   | 2   | —  | —  | —  | —  | —  |
|            | Cleveland Barons                  | AHL        | 61  | 25  | 35  | 60  | 38  | —  | —  | —  | —  | —  |
|            | Providence Bruins                 | AHL        | 17  | 6   | 6   | 12  | 13  | 2  | 1  | 0  | 1  | 0  |
| 2004–2005  | Providence Bruins                 | AHL        | 80  | 33  | 42  | 75  | 58  | 16 | 8  | 7  | 15 | 23 |
| 2005–2006  | Boston Bruins                     | NHL        | 82  | 26  | 43  | 69  | 30  | —  | —  | —  | —  | —  |
| 2006–2007  | Boston Bruins                     | NHL        | 62  | 13  | 21  | 34  | 25  | —  | —  | —  | —  | —  |
|            | St. Louis Blues                   | NHL        | 19  | 4   | 8   | 12  | 4   | —  | —  | —  | —  | —  |
| 2007–2008  | St. Louis Blues                   | NHL        | 82  | 43  | 22  | 65  | 20  | —  | —  | —  | —  | —  |
| 2008–2009  | St. Louis Blues                   | NHL        | 82  | 33  | 39  | 72  | 26  | 4  | 2  | 1  | 3  | 0  |
| 2009–2010  | St. Louis Blues                   | NHL        | 82  | 14  | 28  | 42  | 26  | —  | —  | —  | —  | —  |
| 2010–2011  | St. Louis Blues                   | NHL        | 62  | 12  | 29  | 41  | 30  | —  | —  | —  | —  | —  |
|            | Buffalo Sabres                    | NHL        | 21  | 5   | 9   | 14  | 6   | 7  | 1  | 0  | 1  | 0  |
| 2011–2012  | Buffalo Sabres                    | NHL        | 65  | 8   | 15  | 23  | 6   | —  | —  | —  | —  | —  |
| 2012–2013  | New York Islanders                | NHL        | 48  | 10  | 25  | 35  | 16  | 6  | 0  | 3  | 3  | 2  |
| 2013–2014  | Florida Panthers                  | NHL        | 78  | 21  | 15  | 36  | 28  | —  | —  | —  | —  | —  |
| 2014–2015  | Florida Panthers                  | NHL        | 78  | 14  | 24  | 38  | 20  | —  | —  | —  | —  | —  |
| NHL totalt | NHL totalt                        | NHL totalt | 762 | 203 | 278 | 481 | 239 | 17 | 3  | 4  | 7  | 2  |
| AHL totalt | AHL totalt                        | AHL totalt | 238 | 94  | 117 | 211 | 175 | 18 | 9  | 7  | 16 | 23 |
| OHL totalt | OHL totalt                        | OHL totalt | 233 | 141 | 168 | 309 | 152 | 54 | 39 | 42 | 81 | 55 |